# ユーザーグループ
ユーザーグループ（英: User Group）とは、ある製品に対してのユーザーのコミュニティ。1つの製品に対して複数のユーザーグループが構成されることは普通のことで、主に地域毎に構成されることが多い。ユーザーズグループ（英: Users' Group）ともいわれる。